# Гуадьямар
Гуадьямар (исп. Guadiamar) — река на юге Испании.

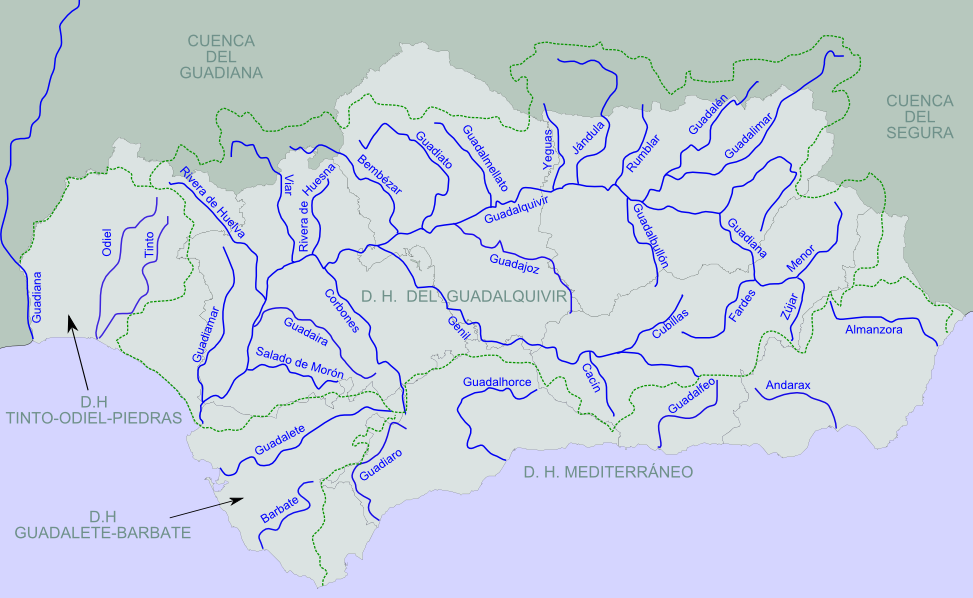

Протекает в западной части Андалусии. Исток реки находится в Сьерра-Морена, недалеко от города Эль-Кастильо в провинцию Севилья. Впадает в реку Гвадалквивир. В нижнем течении протекает по Национальному парку Доньяна, где русло реки заболочено.
Длина реки составляет 82 км, площадь водосборного бассейна — 1300 км².